# Saskia Laaper
Saskia Theresia Maria Laaper-ter Steege (Almelo, 19 april 1964) is een Nederlands politica voor de Partij van de Arbeid. Zij was van 19 januari 2010 tot 11 mei van datzelfde jaar lid van de Tweede Kamer der Staten-Generaal, ter vervanging van Attje Kuiken, die met zwangerschapsverlof ging. Ze hield zich in het parlement bezig met veiligheid en politie, brandweer, AIVD, radicalisering en rampen.
Laaper volgde de opleiding tot dramadocent aan de Hogeschool voor de Kunsten. Daarna studeerde zij politie- en veiligheidsstudies aan de Vrije Universiteit. Laaper vervulde vervolgens verschillende functies op het raakvlak van sociale cohesie en veiligheid. Zo werkte zij onder andere als (drama)docent in het Huis van Bewaring in Rotterdam en gespreksleider bij de eerste Dagdetentie in Rotterdam, bij verschillende HALT-bureaus en zij gaf trainingen verdachtenverhoor aan rechercheurs van politie, FIOD, UWV en Sociale Diensten. Zij werkte vanaf 1997 bij de gemeente Dordrecht als wijkmanager. Vanaf 2002 werkte zij bij de gemeente Tilburg achtereenvolgens als strategisch beleidsmedewerker veiligheid, projectleider veiligheid en sinds 2008 als programmamanager veiligheid. Medio 2010 werd zij manager van het Regionaal Informatie & Expertise Centrum (RIEC) voor de bestuurlijke aanpak van de georganiseerde criminaliteit in Zuid-Oost Brabant. Najaar 2011 maakte zij de overstap naar het Landelijk Informatie & Expertise Centrum (LIEC) als landelijk programmamanager informatie-uitwisseling. Begin 2016 werd zij strategisch adviseur wet- en regelgeving bij de Staf Korpsleiding van de Nationale Politie. Sinds najaar 2018 is zij werkzaam bij het Parket Generaal als landelijk Coördinerend beleidsadviseur privacywetgeving voor het Openbaar Ministerie.
Laaper woont in Eindhoven.
- Parlement.com: vibzl2tqf2zg